# Kyōtanabe
Kyōtanabe (japanska: 京田辺市?, Kyōtanabe-shi) är en stad i Kyoto prefektur i Japan. Staden bildades 1997 genom att kommunen Tanabe fick stadsrättigheter. Den nya staden fick namnet Kyōtanabe för att inte förväxlas med staden Tanabe i Wakayama prefektur.